# Triumph Motorcycles
Мотоциклы Triumph — (от лат.Triumph Motorcycles, Триумф) — старейший и одновременно самый молодой мотобренд Великобритании.
Мотоциклы под этим брендом начали продаваться в 1902 году. Выпускаемые мотоциклы Triumph: классические, круизеры, родстеры, туристические, туристические эндуро, спортивные и ретро-модели.
Основатели — Зигфрид Беттманн и Мориц Шульте (Triumph Cycle Company, 1887, Англия). Нынешний владелец — Джон Блур (компания «Triumph Motorcycles», 1983, Англия). Штаб-квартира расположена в Хинкли (графство Лестершир, Великобритания).

### История компании
Компания «Triumph» была основана Зигфридом Беттманном и Морицем Шульте, немецкими коммерсантами, эмигрировавшими в Великобританию в конце XIX века. Зигфрид Беттманн занимался торговлей швейными машинами и велосипедами, ввозившимися из Германии. Это натолкнуло Шульте на идею совместно производить качественную велотехнику собственной марки. Сотрудничество предпринимателей началось в 1887 году с образования «Triumph Cycle Company». В 1889 году в английском местечке Ковентри были представлены первые велосипеды, выпущенные под маркой «Triumph».
В конце XIX века в мире активно развивалась идея перехода с простого велосипеда на веломодель с мотором — начиналась история развития мотоцикла. Новомодное транспортное средство становилось все популярнее, и в 1898 году компания, именовавшаяся на тот момент «The New Triumph Co. Ltd.», начала собственную разработку мотоциклов на основе бельгийских двигателей.

### Мотодебют и первый успех

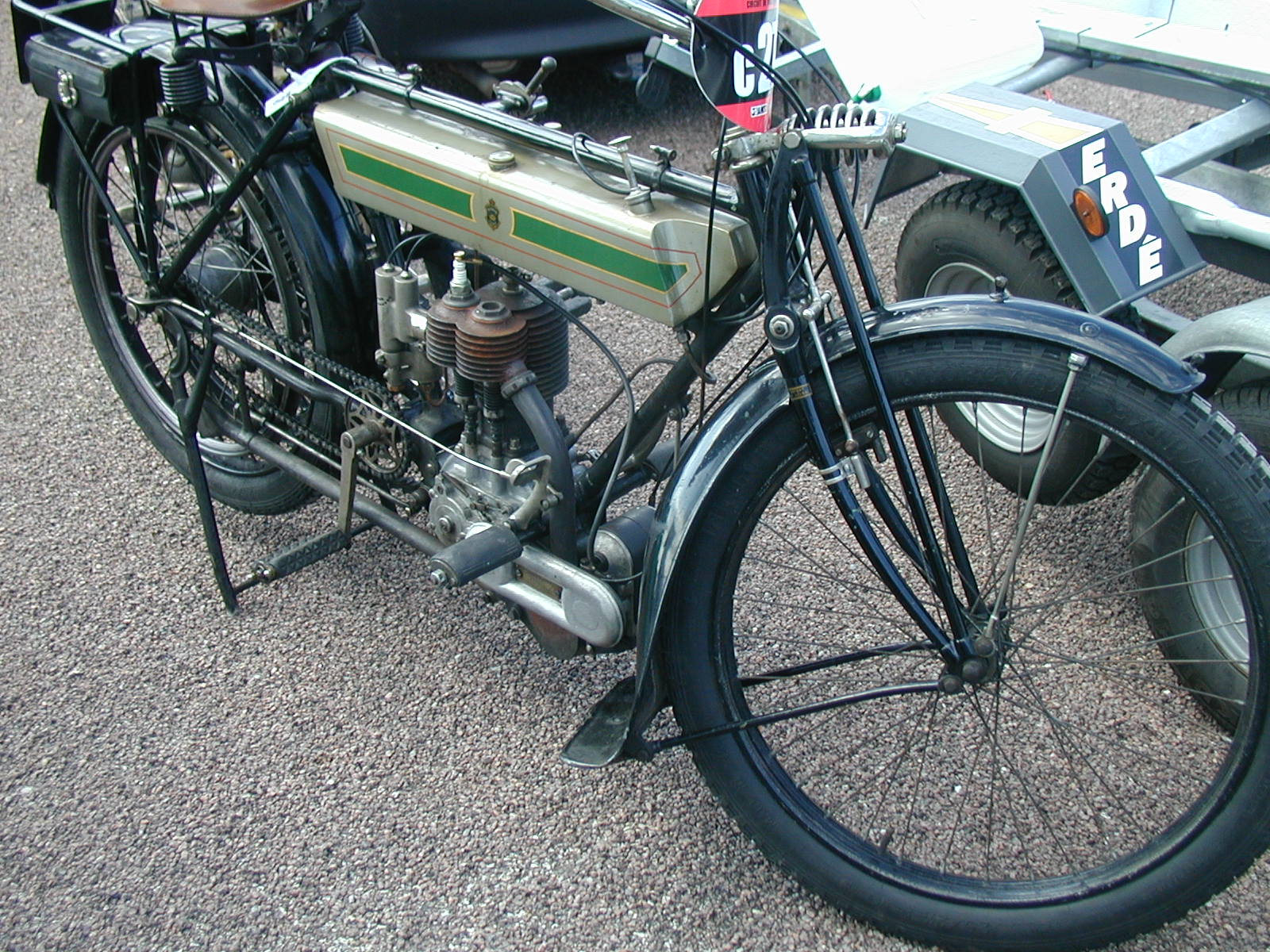
Триумф в 1910 году

В 1902 году «Триумф» дебютировал на английском рынке, представив свою первую модель мотоцикла, которая в течение года была продана в количестве 500 единиц. Последующие несколько лет мотоциклы Triumph успешно продавались на родине, благодаря чему компания расширила производство. В 1906 году компания сформировала своё окончательное название «Triumph Engineering Co. Ltd.», которое оставалось таковым вплоть до 1983 года.
На 1907 год объём выпускаемой продукции достиг 1000 единиц, а в следующем 1908 году — мотогонщик Джек Маршалл в гонках на острове Мэн показал на мотоцикле «Триумф» лучший результат. В 1909 году компания «Triumph» выпустила 3000 мотоциклов и представила свой знаменитый мотоцикл Roadster — крупнокубатурный серийный круизер, прозванный в народе «Trusty Triumph». В период Первой мировой войны правительство Великобритании сделало заказ на 30 000 единиц этой модели, тем самым серьёзно поддержав производителя.
В 1920-е годы компания продолжает выпускать велосипеды, мотоциклы Triumph и начинает производство автомобилей (1928). В 1937 году компания представляет мотоцикл Triumph Speed с двигателем объёмом в 500 куб. см. и возможностью развивать скорость до 150 км/ч. Его спортивная вариация Tiger 100, представленная в 1939 году, смогла продемонстрировать скорость 189,93 км/ч. В 1940 году компанией представлен первый в мире мотоцикл с генератором переменного тока — модель 3TW Military, предназначавшаяся для военных курьеров.
Годы Великой депрессии 30-х годов отразились на состоянии дел компании «Triumph»: ушли основатели компании, автомобильный бренд стал нерентабельным, в результате чего мотоподразделение было продано 22 января 1936 года владельцу компании «Ariel Motorcycles» Дж. Я. Сангстеру за 41 тысячу фунтов стерлингов. С началом Второй Мировой войны предприятие частично переориентируется на выпуск военного оборудования и получает большой госзаказ на выпуск авиамоторов и мототехники — 300 единиц мотоциклов в неделю.
После войны компания продолжила выпуск популярных довоенных моделей и представила новые мотоциклы — 3Т De Luxe (1946), 500GP и TR5 Trophy (1947), 6T Thunderbird (1948) и TRW (1950). В 1951 году Сангстер продает «Triumph» концерну BSA.

### Киновклад
В 1940-е и 1950-е годы увеличилась популярность и экспорт мотоциклов «Триумф» в США. В 1953 году на собственном мотоцикле Triumph Thunderbird 6T снялся в фильме «Дикарь» Марлон Брандо. Вышедший в 1959 году мотоцикл Triumph Bonneville был использован Стивом Маккуином на съемках нового голливудского фильма «Большой побег». Появившись на экранах, мотоциклы Триумф стали очень популярны в Америке и несколько лет не испытывали серьёзной конкуренции со стороны других производителей мототехники.

### Закат и возрождение империи
Начиная с 1960-х годов на мировой рынок выходят мощные японские производители — Suzuki, Honda, Kawasaki, Yamaha. Эти мотобренды смогли предложить покупателю США и стран Европы, куда завозилась львиная доля мототехники Triumph, мотоциклы недорогие, стильные и одновременно качественные. Спрос на мотоцикл «Triumph» на внешнем рынке стал серьёзно падать, что привело к внутреннему кризису производства, забастовкам рабочих и полной остановке завода на момент начала 1980-х годов.
В 1983 году компанию «Triumph Engineering Co. Ltd.» признали банкротом, одновременно с чем произошел выкуп всей интеллектуальной собственности фирмы английским предпринимателем-миллиардером Джоном Блуром. Бизнесмен вложил в её восстановление около 170 млн фунтов стерлингов и за 7 лет смог вернуть компанию на мировой рынок.

### Мотоциклы Triumph: из двадцатого в двадцать первый век

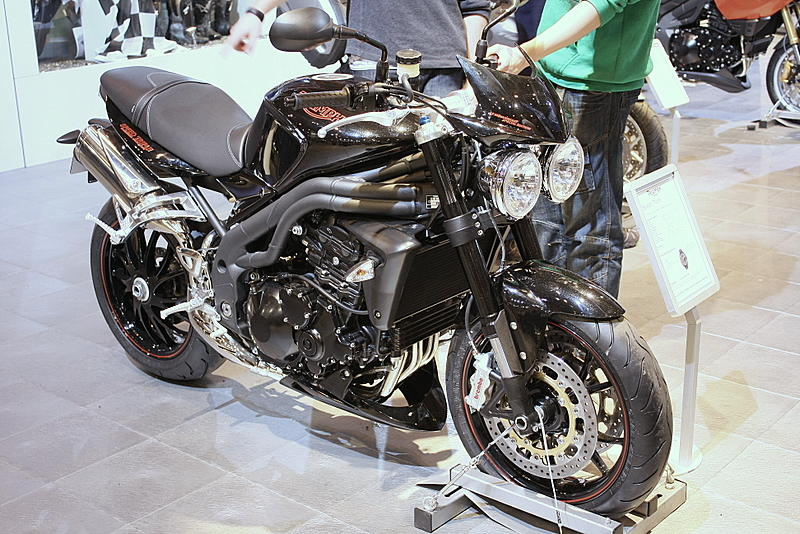
Triumph Speed Triple

В мотоциклах Triumph чувствуется время и принадлежность к разным эпохам и субкультурам. Бренд с успехом выпускает основные виды мотоциклов, включая модели в ретро-стиле. Классические, спортивные, турист и турист-эндуро, родстеры и круизеры — в каждом из них есть свои особенности дизайна и специфические технические характеристики, благодаря которым они составляют достойную конкуренцию американским и японским конкурентам.
Начиная с 1990 года, компания «Triumph Motorcycles» выпустила большое количество моделей самых разных классов, отличающихся усовершенствованной современной конструкцией и свежим новаторским дизайном, навеянным японскими брендами. Появились суперактивные туристы и спорт-туристы, огромную популярность приобрели мотоциклы Daytona 675, Speed Triple и Sprint ST.
Нашлось место и легендарным ретро-моделям в стиле кафе-рейсеров и моделям с мощным двигателем и брутальным дизайном. Все эти особенности проявились в тяжеловесном 350-килограммовом Triumph Rocket III с двигателем на 2,3 литра и мощностью в 142 лошадиные силы, слегка шокировавшем публику 3-секундным разгоном до 100 км/ч. Порадовали и две свежие модели «английского буревестника» — классический Triumph Thunderbird 2 ABS и его более спортивный и подтянутый брат Triumph Thunderbird Storm ABS. Последний удивил рекордной величиной крутящего момента в 156 Нм всего на 2950 об/мин.
В феврале 2022 британская марка Triumph Motorcycles представила первый демонстрационный прототип электрического мотоцикла TE-1, плод сотрудничества между Triumph Motorcycles, Williams Advanced Engineering, Integral Powertrain Ltd и Уорикским университетом.

## Модельный ряд
Компания «Triumph Motorcycles» выпускает следующие типы мотоциклов:
ТУРИСТ ЭНДУРО
- Tiger 800 XR, 800 XR x
- Tiger 800 XС, 800 XС x
- Tiger Sport
- Tiger Explorer (XC, XC SE)

КЛАССИКА
- Bonneville
- Bonneville NewChurch
- Bonneville T100, T100 BlacK, T100 Spirit
- Scrambler
- Thruxton
- Thruxton ACE

КРУИЗЕРЫ
- Speedmaster
- America
- America LT

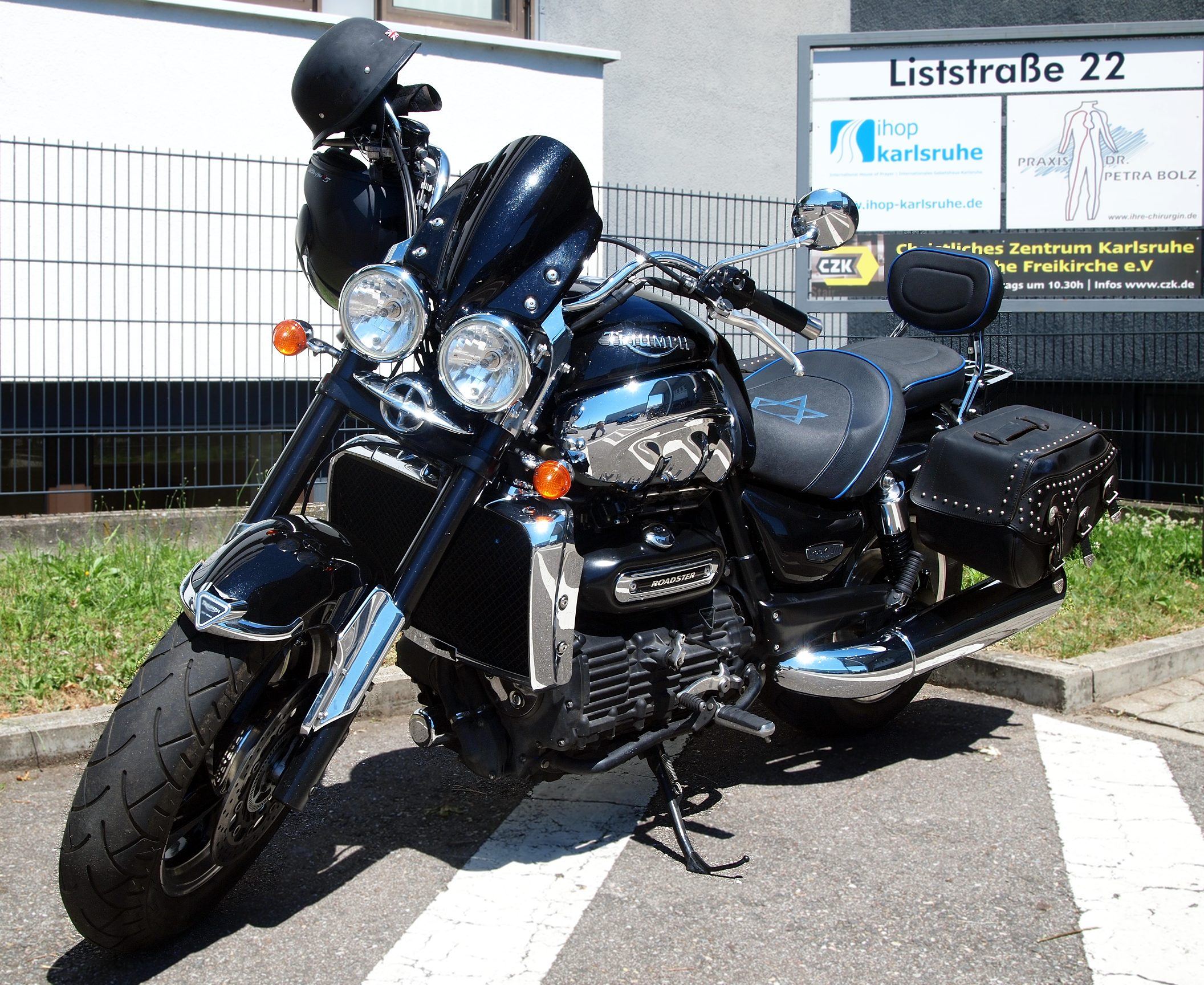
Rocket Ⅲ Roadster

- Thunderbird (Storm, NightStorm, Commander, LT)
- Rocket III Roadster, X Limited Edition

РОДСТЕРЫ
- Street Triple ABS, R ABS, RX ABS
- Speed Triple ABS, R ABS
- Trident 660

СПОРТ
- Daytona 675 ABS, 675 R ABS, TT 600

ТУРИСТ
- Trophy SE

СПОРТ-ТУРИСТ
- Sprint ST
- Sprint GT
- Sprint RS